# Reakcja Friedela-Craftsa
Reakcja Friedela-Craftsa – reakcja chemiczna odkryta w 1877 r. przez Charles'a Friedela i Jamesa Craftsa. Jest to reakcja substytucji elektrofilowej węglowodorów aromatycznych, katalizowana kwasami Lewisa. Jej dwa główne typy to alkilacja i acylacja.

## Alkilowanie metodą Friedela-Craftsa
Alkilowanie polega na reakcji halogenków alkilowych z węglowodorami aromatycznymi. Katalizatorem jest zazwyczaj chlorek glinu, rzadziej chlorek żelaza(III). Ważne jest aby atom halogenu w halogenku alkilowym i w katalizatorze był ten sam. Katalizatory te są kwasami Lewisa.
W przypadku reakcji z użyciem chlorków pierwszym etapem reakcji jest połączenie chlorku alkilu R-Cl i chlorku glinu AlCl3 w kompleks, który szybko rozpada się na karbokation R+ i kompleks AlCl4-. Kolejny etap to przyłączenie karbokationu do pierścienia aromatycznego, a ostatnim jest wytworzenie pochodnego węglowodoru, chlorowodoru i odtworzenie chlorku glinu:

Końcowy etap reakcji alkilowania

Inną odmianą tej reakcji jest alkilacja z wykorzystaniem alkenów, przy czym katalizatorami są wtedy kwasy protonowe – kwas fosforowy lub kwas siarkowy, są one donorami protonu, który przyłącza się do wiązania podwójnego w alkenie, tworząc karbokation.
Problemem przy tej reakcji są reakcje uboczne, które prowadzą do powstawania produktów z wielokrotnie podstawionym pierścieniem, oraz przegrupowania w karbokationie. Ogólny schemat reakcji:

Reakcja chlorometanu i benzenu

## Acylowanie metodą Friedela-Craftsa
Acylowanie ma podobny przebieg do alkilacji. Zamiast chlorku alkilu reaguje chlorek acylu. Reakcje acylowania zachodzą zwykle łatwiej od alkilowania. Przewaga nad alkilacją polega na dezaktywacji produktu zaraz po podstawieniu, dzięki czemu nie występują tu reakcje uboczne prowadzące do wielokrotnego podstawienia pierścienia aromatycznego. Ponadto chlorki kwasowe są dużo dostępniejsze i tańsze od chlorków alkilowych.

Reakcja chlorku acylu i benzenu